# Dola
Dola è un dipartimento della provincia di Ngounié, in Gabon, che ha come capoluogo Ndende.